# Bassus malivorellae
Bassus malivorellae is een insect dat behoort tot de familie van de schildwespen (Braconidae) uit de orde vliesvleugeligen (Hymenoptera). De wetenschappelijke naam van de soort werd in 1970, als Agathis malivorellae, voor het eerst geldig gepubliceerd door Shenefelt als een nomen novum voor de in 1932 door Muesebeck ongeldig gepubliceerde naam Bassus brevicauda, een later homoniem voor Bassus brevicaudis (Reinhard, 1867).